# L (ORIGINAL LOVEのアルバム)
『L』（エル）は、1998年9月18日に発売されたORIGINAL LOVE通算8作目のスタジオ・アルバム。

## 解説
前作『ELEVEN GRAFFITI』から取り入れはじめた打ち込みを大幅に導入し、ほとんどの音を田島貴男自身が手がけた。作詞も全て田島自身が手がけ、これまで以上に田島のパーソナルな視点が強く出た作品となった。
今作について田島は「今回はね、サウンドはもちろんそうなんですけど、全体のイメージっていうか、風景みたいなものが最初にあって、それに基づいてアレンジと言葉を書いていって。だから、なんとなくそういう風景が最初にあって、それを探っていったっていうかね、今回はそういう作り方をしていると思います」「去年、海外旅行に行ってて。で、東京に帰ってきて、たまたま渋谷を通ったんですよ。そうしたらコギャルがダーッとたくさんいて。なんかね、すごい不思議な感じがしたんですよ。ちょうどその時パリとロンドンとニューヨークに行ってきて、ああいうのいないじゃないですか、同じ格好しているっていうのかな。で、5年ぐらい前、僕が渋谷系の音とか言われてる時は、まだそれほど、援交だとかスーパー高校生だとかルーズソックスだとか、そんな最近ほどではなかったような気がしたんですよ。で、今回の『L』は、コギャルのいる渋谷系サウンド、というか。誤解を恐れずに言うとそんなイメージ、っていう。だから、『Desire』っていうアルバムを作ってから…あれは本当に純粋に音楽的なアルバムなんですよ、僕にとっては。あれはそういう意味ですごくピュアだっていうか、イノセントだっていうか、僕はそういう方向でずっと行ってたんですけど、あれぐらいの頃から新聞だとかテレビだとかで、いろいろな事件が報道されてて。もう、普段の生活にね。ものすごく入ってきちゃうわけなんですよ。そういう雰囲気を持った風景というか、そういうアルバムをとりあえず、’98年には一回作っておきたいなっていう、そういう気持ちがありましたね」と、リリース当時のインタビューで語っていた。
歌詞も、これまで以上に田島自身の主観が強く感じられる言葉が多い理由については「去年いろいろ海外旅行しててね、日本に帰ってきて思ったことっていうのが、やっぱりルーズソックスみたいなものでも何でもいいんですけど、そういうものにすがってんな、っていうか、あがいてんのかなっていう、そんな印象を持ったんですよ。で、それはアメリカとかヨーロッパとかでは、やっぱり宗教ですよね。アメリカとかで“若いもんが最近教会に行かん”とか言ってはいるものの、やっぱり日本より全然リアリティーがある。生活の中にそういった明かされないものと言ったらいいのか、そういうものがある気がするんですよね。でも日本って一切そういうものがないっていうか。だから、テレビのワイドショーとかで女子高生コギャル特集とかやってて、“激論・コギャル対オヤジ”みたいな感じで、あるじゃないですか。で、“人に迷惑かけないのにいいじゃない”って言ってて、古い人達は“違う!”とか言うわけなんですけど。やっぱりそこで何か引き留めるものっていうかさ、歯止めのようなもの。そういう存在のリアリティーが、もうないんじゃないかな。希薄だっていうかね。僕も普段暮らしててそういうことは感じるし。だから、もう本音っていうのを、ちょっとここでもう一回書いておきたかったっていうか。<水の音楽>っていう歌詞なんか、わりとそういうようなことを考えながら書いていて。この詞を書いて何となく自分の思ってることが書けたので、じゃ、書けるかなっていう感じで。わりと全体的に、今回のアルバムっていうのはそういう落ちになってるっていうか。明かされないものであったりとか、儚さであったりとか、脆さとか。そういうイメージっていうかモチーフが、今回作っててありましたね」と答えている。
従来のバンド・グルーヴを意識した音から一転して、打ち込みを駆使した音作りへの変化については「僕が普段、新聞読んだりテレビ観たり、ワイドショーで殺人事件だ主婦売春だとかってやってる中から、見えてくる風景って言ったらいいのかな…そこに向かえるなら、ひょっとしたら、もう音楽じゃなくってもいいのかなっていうか。別に小説でも映画でも、何でもいいんですけど、そういうところで成り立つような作品の良さっていう事だと思うんですけれど、そこに向かえたらなっていうのはありましたね。だから今回のアルバムについて、今まで受けたインタビューの中でも、テクノの影響がとか、何々の影響がどうとか、いろいろ言われるんだけれど、そういう音楽が目的で作ったわけじゃないんですよ。それよりも僕にとってショックだったのは、新聞に載ってるような事とか、今の日本の話でしたね」「全部きれいにしちゃうと、むしろ現実離れしちゃうのかなっていうか。でもとりあえず今回は写真ぽく作りたかったっていうか。何となくノイズを感じるんですよ、今に。ポップスの中にそういったノイズっぽさと言ったらいいのか、そういうところを音として入れてみたいっていう、そういう作り方を今回はしてみたっていう」とし、“自分自身と外との関わり”を明確にする上で音作りを進めていく中で打ち込みを取り入れたとし、あくまでも打ち込みが前提ではないと答えている。
アルバム・タイトルを“L”としたことについては、「Lって、こう折れ曲ってるじゃない? 形として。だから、なんか転換点っていうか、曲がり角だな、と。ほんとはそんな感じだったんですけどね」「『L』を作っている頃も、自分の音楽、サウンドをどういうような方向にもって行って良いか、本当は見えていなかったんだよね。いろいろ試行錯誤してたっていうか。で、出来上がってきたのが『L』みたいな変なアルバムになって。それで、あの打ち込みとかをどうやってライブでやるのかなっていろいろ考えて、ヒップホップの人たちが使うサンプラーツールを使ってできるようになった。その頃L?K?Oと出会ったから、サウンドコラージュと生演奏っていうことがテーマだったんだ。で、『L』のツアーで、結構目からウロコが落ちちゃってさ。こういう方法でサウンド作りができるんだなっていうことで」と、後に答えている。
M-2<水の音楽>は、ポニーキャニオン & 雑誌『GROOVE』主催による第3回リミックス・コンテストの課題曲として同誌付録CDにアカペラ・ヴァージョンが収録された。シングル<冒険王>収録の“OASIS IS MINE mix”は、その優秀作品。
M-5<ハニーフラッシュ>はライブ&リミックス・アルバム『XL』に<ハニーフレッシュ>と改題されてスタジオ・ライブにて再録された。また、同作にはバッファロー・ドーターによるリミックスも収録されている。
M-10<インソムニア>とM-12<白い嵐>も、『XL』にリアレンジを施してスタジオ・ライブで収録された。

## パッケージ、アートワーク
パッケージの帯には以下のキャッチコピーが記載されている。
初回盤は特殊三面デジパック仕様。ジャケットおよびブックレットにデザインされているグラフィックは、デザイナー駿東宏主宰の雑誌『Module』で発表された“BODY SCAPE”から。CDトレイ裏の包帯を巻いた田島のイラストは、後にライブで田島が実際に変装し、その姿がアナログ「Honey Flesh」のジャケットに使われた。初回盤・通常盤とも、中にはつぶれたタバコの空き箱のイラストがデザインされた切り抜きが添付されていた。

## 収録曲
1. Wedding of The Housefly*  –  (1:29)[1]
2. 水の音楽  –  (5:46)[1]
3. ドラキュラ  –  (5:20)[1]
4. 宝島  –  (4:26)[1]
5. ハニーフラッシュ  –  (4:17)[1]
6. Crazy Love  –  (5:00)[1]
7. 大車輪  –  (3:55)[1]
8. 呆気ない幕切れ*  –  (0:10)[1]
9. 羽毛とピストル  –  (5:27)[1]
10. インソムニア  –  (4:20)[1]
11. 神々のチェス  –  (5:17)[1]
12. 白い嵐  –  (4:21)[1]
* Instrumental

all songs written, composed, arranged by Tajima Takao

## クレジット
- VOCAL, CHORUS, GUITARS, PROGRAMMING : 田島貴男
- MANIPULATE : 岸利至
- DRUMS : 山木秀夫 (M-2,M-6), 小島徹也 (M-10)
- BASS : バカボン鈴木 (M-2,M-6), 沖山優司 (M-10)
- ACOUSTIC PIANO : 中西康晴 (M-2,M-6)
- SYNTHESIZER : 中山努 (M-10)
- PERCUSSION : 三沢マタロウ (M-2)
- STRINGS : 金子飛鳥グループ (M-2,M-6,M-8,M-12)
- SCRATCH : TURN TABLIST L?K?O (M-4,M-7)

### スタッフ
- producer : 田島貴男
- mix down engineer : 森岡徹也 (SME)、田島貴男
- recording engineer : 森岡徹也、橋本仁司 (SME)、田島貴男
- assistant engineer : 池内亮 (MAGNET ST)、飯嶋治 (ZERO ST)、竹田正穂 (TOWER SIDE ST)、須戸正明 (HEART BEAT ST)
- mastering engineer : 鈴木浩二 (SME)
- pre-production studio : WONDERFUL WORLD ST
- recording studio : WONDERFUL WORLD ST、ZERO ST、MAGNET ST、TOWER SIDE ST、HEART BEAT ST
- mastering studio : SONY SHINANOMACHI ST
- associate producer : 近本隆 (WONDERFUL WORLD)
- artist manager : 尾花冬樹 (WONDERFUL WORLD)
- management desk : 竹村恭子 (WONDERFUL WORLD)、安孫子友紀 (WONDERFUL WORLD)
- A&R management : 進雅人 (PONY CANYON)
- A&R chief : 国吉静治 (PONY CANYON)
- A&R director : 池田正義 (PONY CANYON)
- promotion desk : 秦京玉 (PONY CANYON)
- sales plannning : 角田渡 (PONY CANYON)、細谷一郎 (WONDERFUL WORLD)
- art director : 駿東宏
- graphic design : 山路洋 + Sunto Office
- Tajima photographs : 駿東宏
- illustration : [BODY SCAPE] taken from “Module”
- styling : 大久保篤志
- hair & make-up : 宮沢雄二 (JET)
- Special Thanks : ムーグ山本、二見裕志、魂列車一号、高橋美智子、木暮晋也、馬場仁史、秋山幸広、松浦俊夫、荏開津広

## リリース日一覧
| 地域 | リリース日    | レーベル    | 規格 | カタログ番号 |
| ---- | ------------- | ----------- | ---- | ------------ |
| 日本 | 1998年9月18日 | PONY CANYON | CD   | PCCA-01227   |
| 日本 | 2014年9月3日  | PONY CANYON | HQCD | PCCA-50194   |